# 陳震 (成化丁未進士)
陳震（1447年—1525年），字文靜，陝西都司慶陽衛官籍，直隸常州府武進縣人，明朝政治人物。

## 生平
成化十年（1474年）甲午科陝西鄉試第十三名舉人，二十三年（1487年）中式丁未科會試第二百七十九名，三甲第一百四名進士。授監察御史，弘治十年（1497年）出為山西按察司副使，十五年（1502年）升山西按察使，十八年（1505年）明武宗繼位，以御史盧儀事詿誤，謫兩淮鹽運司同知，同年八月升長蘆鹽運使，正德元年（1506年）五月引疾乞休。
正德四年（1509年）起為光祿寺卿，入直文華殿，六月升太常寺卿，提督四夷館，五年（1510年）二月升戶部右侍郎，同年四月安化王朱寘鐇發動叛亂，改兵部右侍郎兼都察院左僉都御史，前往陝西寧夏等處調度軍馬兼整理料草，七月事平回京，八月以劉瑾黨羽被罷職，十六年（1521年）起復原職致仕歸里，嘉靖四年（1525年）正月卒。

## 家族
曾祖陳肆，武進縣人，從明太祖定天下有功，累升都督僉事；祖父陳友，蔚州衛指揮同知，正統年間改慶陽衛指揮同知；父陳福，贈監察御史。母汪氏。永感下。